# Isuzu Forward
L'Isuzu Forward (Japanese: いすゞ・フォワード, Isuzu Fowādo)  (également connu sous le nom de Isuzu séries F) est un modèle de camions moyens fabriqués par Isuzu depuis 1970, suivant le modèle TY antérieur qui occupait le même emplacement dans le marché. La plupart des modèles sont équipés d'un moteur diesel; mais certains marchés obtiennent également des dérivés du GNC. La série F est disponible dans différents styles de cabines, de moteurs, de 4 roues motrices ou de 2 roues motrices selon le marché sur lequel elle est vendue. La plupart des camions sont assemblés au Japon; cependant, ils sont assemblés localement à partir de kits CKD dans certains pays.
La plupart des modèles de taille moyenne et grande du camion se distinguent par un badge « Forward »; mais l'insigne Isuzu commun est généralement utilisé à l'arrière. Confusément, le petit Isuzu Elf a été vendu sous le nom de «GMC Forward» aux États-Unis et sur d'autres marchés.
L'Isuzu Forward fait partie des camions de qualité commerciale utilisés par la Force terrestre d'autodéfense japonaise pour les fonctions de ligne arrière.

## Isuzu TY (prédécesseur)
Isuzu a commencé les ventes de la série TY en mai 1966. Cette conception semi-cabine avancé était le premier camion moyen d'Isuzu. La gamme TY a reçu un léger lifting en mars 1968, y compris une calandre redessinée.

## Première génération 1970-1986
La première génération du Forward (TR) a été lancée en avril 1970, remplaçant la série TY.

## Deuxième génération (SBR / JBR / FBR) 1975-1985

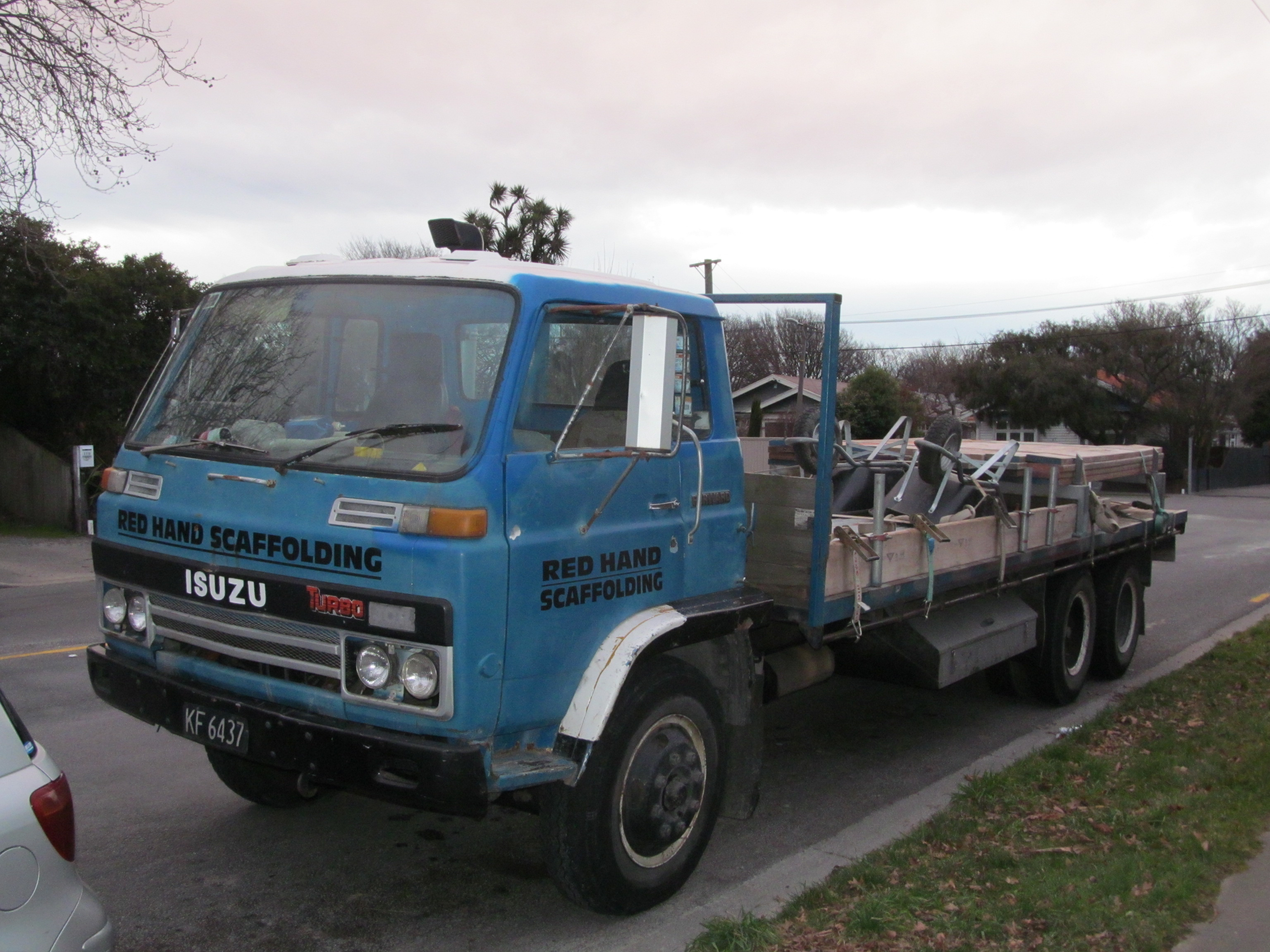
Isuzu Forward JCR500S de deuxième génération (1982)

L'Isuzu Forward de seconde génération (série SBR) est sorti en août 1975. Le SBR a ensuite été complété par de nouvelles versions plus lourdes (séries J et F) équipées des plus gros moteurs 6BD1, 6BD1T et 6BF1.

## Troisième génération (FTR / FVR / FSR / FRR / FVZ) 1985-1994

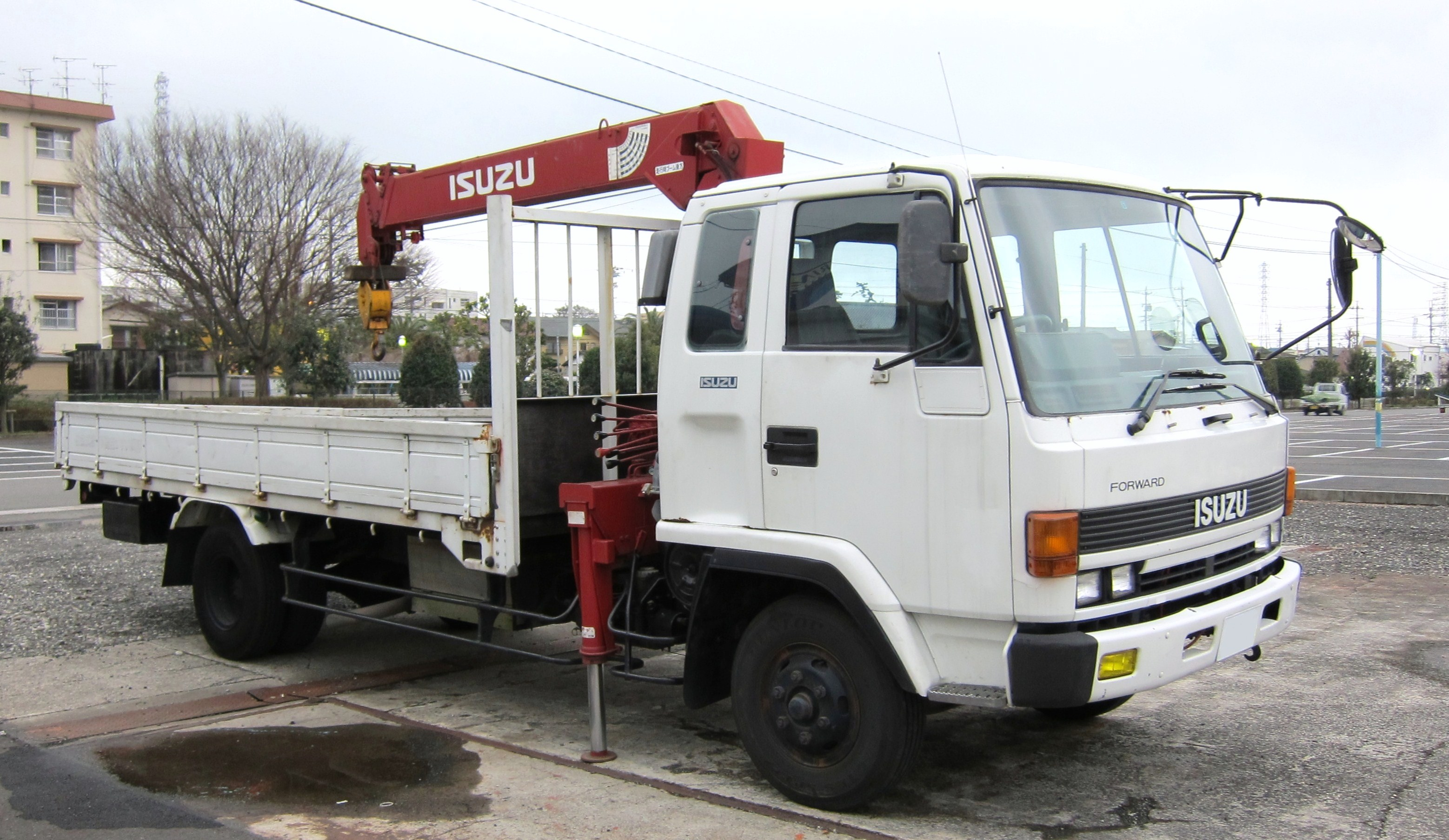
Troisième génération du Forward

L'Isuzu Forward de troisième génération a été lancé en juin 1985 en tant que successeur des avants de première et de deuxième génération, le design est basé sur la conception de la cabine du 810 et c'était le premier camion à remporter le Good Design Award.
Les FTR, FVR, FSR et FRR sont tous équipés de moteurs Isuzu 6BG1 et 6HE1 à aspiration naturelle et turbocompressés couplés à la boîte manuelle à six vitesses ou à la boîte automatique NAVi6 à six vitesses avec ABS en option. Un camion Isuzu Forward de 1992 à 1994 apparaît dans une scène du film d'animation Pom Poko du Studio Ghibli en 1994.

## Quatrième génération (1994-2007)

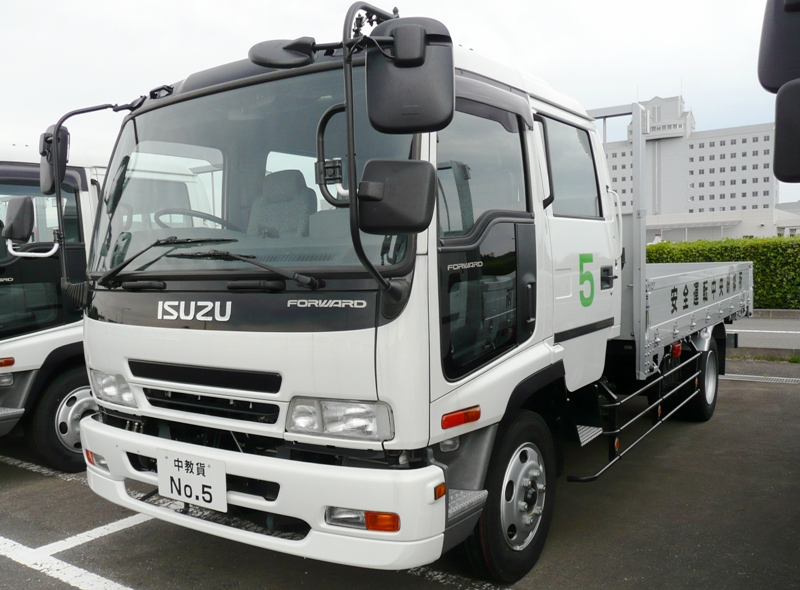
Quatrième génération du Forward

L'Isuzu Forward de quatrième génération a été lancée en février 1994 avec tous les moteurs SOHC commençant par le 6HE1 atmosphérique ou turbocompressé jusqu'en 1999 et remplacés par les nouveaux moteurs 8,2 litres 6HH1 et 7,8 litres 6HK1-TC accouplés au manuel à six vitesses ou au 'Smoother F d'Isuzu 'boîte de vitesses automatique, avec Power Shift et HSA sont des équipements de série, seuls l'ABS / ASR sont en option.
Pour les marchés chilien et péruvien, les camions ont été expédiés du Japon sous forme de kits CKD à Huechuraba, au Chili, où jusqu'à deux par jour pouvaient être assemblés par une équipe de 13 travailleurs. Ils ont été badgés comme Chevrolets et GMC jusqu'en 2009.

## Cinquième génération (2007-présent)

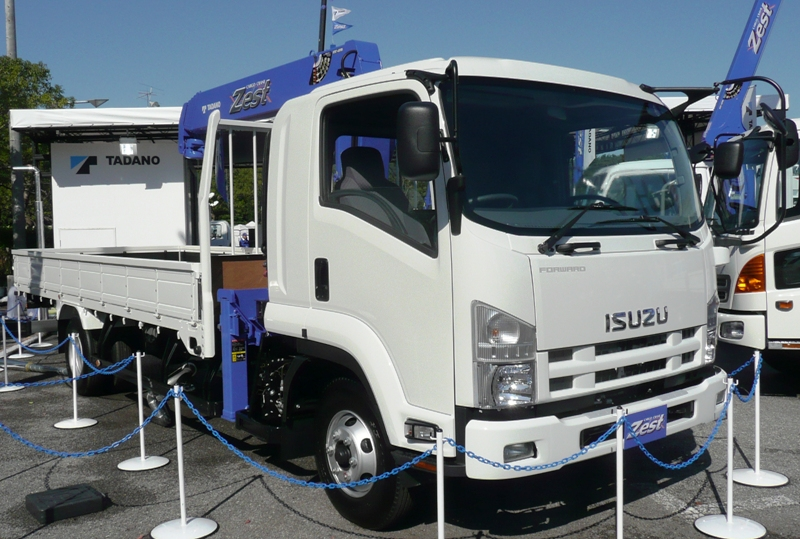
Cinquième génération du Forward

L'Isuzu Forward de cinquième génération a été lancé en mai 2007; tous les modèles sont équipés de moteurs Isuzu 4H / 6H. Une nouvelle variante 6x6 a été exposée au 43e Salon de l'automobile de Tokyo en 2013.

## Gamme actuelle
Japon / Monde
- FRR
- FSR
- FTR
- FVR
- FVM
- FVZ
- FSS
- FTS
- GSR
- GVR

### Australie

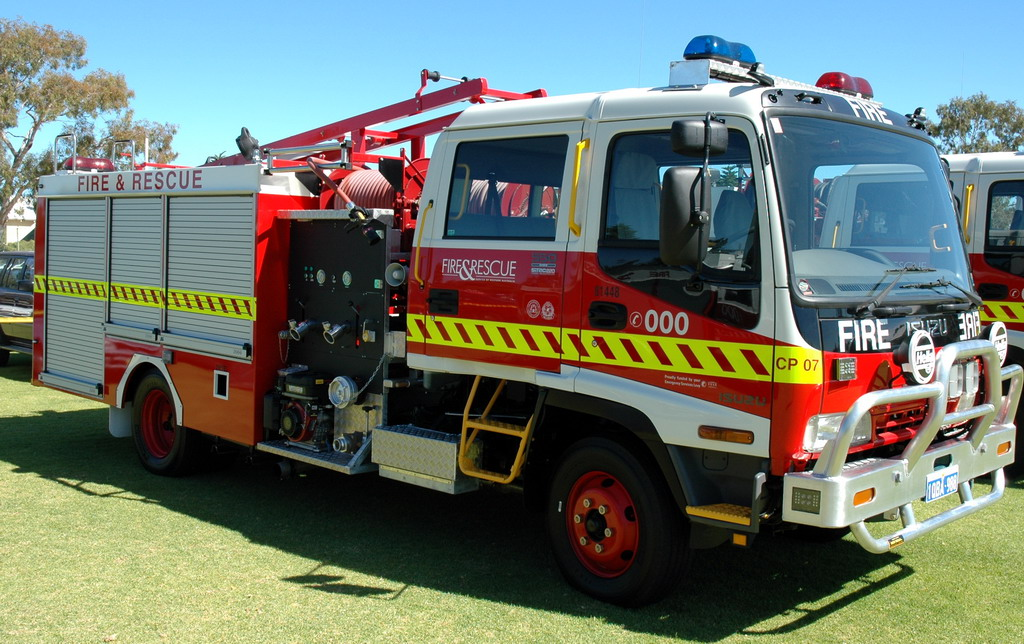
Isuzu FTR utilisé comme camion de pompier (Australie)

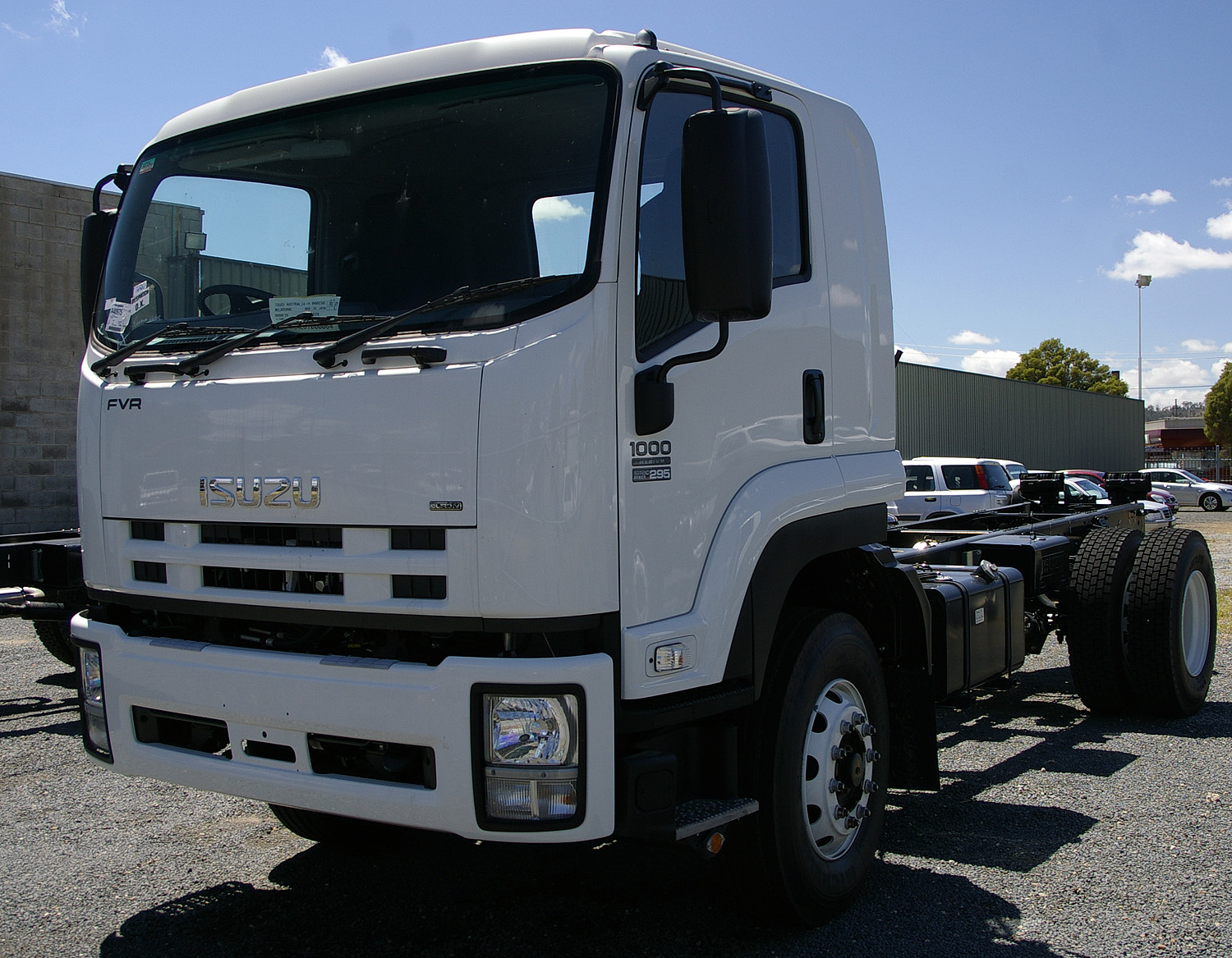
Isuzu FVR 1000 (Australie)

Isuzu prend une place importante sur le marché australien et y fabrique des modèles uniques. L'Australie reçoit également des versions légèrement plus grandes nommées FX-series.
- FRD
- FSR
- FSD
- FTR
- FVR
- FVD
- FVM
- FVL
- FVZ
- GVD
- FSS
- FTS
- FXR
- FXD
- FXZ
- FXY
- FXL
- GXD

## Voir également